# Bombardements de Worms
La ville de Worms était pendant la Seconde Guerre mondiale à plusieurs reprises l'objectif des Frappes aériennes, après que des Bombes avaient été déjà larguées, ponctuellement, sur le territoire de la ville pendant la Première Guerre mondiale. Les deux plus graves Bombardements aériens en février et mars 1945 ont détruit de vastes parties de la ville au sud, à proximité des zones industrielles et des installations ferroviaires dans le contexte de la gare centrale. Au total, les raids aériens de la Seconde Guerre mondiale ont tué environ 700 Habitants de Worms.

## La Première Guerre Mondiale
Dans la nuit du 6 au 7 juillet 1917, une vingtaine de bombes était larguée sur Worms, dont la plupart tombait dans le champ ouvert.

## La Seconde Guerre Mondiale
Le premier raid aérien sur Worms au cours de la seconde guerre mondiale a été effectué le 20 juin 1940; 70 brebis était tués en plein champs. Jusqu'à fin 1940 il y avait au moins trois autres attaques qui endommageaient des bâtiments et l'infrastructure. Pour les années suivantes, de 1941 à 1945,  21 modérées et sévères attaques sont documentées dans une liste incomplète du Stadtarchivar Fritz Reuter, presque toutes avec des morts. Les conséquences les plus graves avaient les attaques du 8/9 septembre 1944, du 5/6 janvier, du 21 février et du 18 mars 1945.
Dès l'été 1943, les premières mesures d'évacuation étaient prises dans la ville qui comptait 58 000 habitants après l'incorporation d'autres communes en 1942. À l'automne 1944, elles ont été renforcées et les écoles étaient fermées ; en particulier, les enfants et leurs mères ont été évacués dans le cadre du Kinderlandverschickung à l'extérieur de la ville. Des biens culturels étaient mis à l'abri dans des Bunker de côté ou dans des dépôts à l'extérieur de la ville.  
Jusqu'en février 1945, environ 20 000 personnes quittaient la ville.

### Attaque du 8/9 septembre 1944
Les attaques des United States Army Air Forces (USAAF) étaient étroitement consécutifs du 8 et 9 septembre 1944 et visaient surtout les installations industrielles (au sud-ouest) et ferroviaires (au nord-ouest). Le 2nd Bomb Division of the 8th Air Force attaquait surtout les résidentiels le long de la Valckenbergstraße, à l'ouest et à l'est de la gare de triage. Il y avait 56 morts dans les bâtiments détruits par des bombes explosives et incendiaires.

### Attaque du 5/6 janvier 1945
La 3e Bombe Division of the Eighth Air Force a bombardé au 5 et 6 janvier 1945, à nouveau, les installations ferroviaires  au nord-ouest de la ville. Cette attaque causait une autres fois 71 morts dans les zones résidentielles.

### L'attaque du 21 février 1945
Les cibles de l'attaque du 21 février 1945 étaient le centre-ville très peuplée, les sites industriels au sud et les installations ferroviaires au nord-ouest du centre-ville. Le bombardement a commencé à 20:27 heures et a duré jusqu'à 20:47 heures. Le RAF utilisait 36 Avro Lancaster et 288 Handley Page Halifax ainsi que 16 de Havilland DH.98 Mosquito du 4e groupe RAF (en)  et 6e groupe RCAF (en) et du Pathfinder (RAF). Par les bombardiers, environ 361 t de bombes et 575 t d'incendiaires ont été larguées sur Worms.
Dans cette nuit et à cause des blessures subies, 239 personnes sont morts. Les bombardements ont déclenché une tempête de feu dans certaines parties du centre-ville. Les tentatives d'extinction ne pouvaient être effectuées qu'occasionnellement et restaient pour la plupart infructueuses. La partie sud et est du centre-ville ainsi que les sites industriels (Cornelius Heyl AG, Lederwerke Doerr & Reinhart, les centrales de gaz et d'électricité) ont été en grande partie détruit.

### Attaque du 18 mars 1945
Lors du raid du jour au 18 mars 1945, le Ninth Air Force de l'USAAF attaquait dans douze vagues successives le nord-ouest du centre-ville et les installations ferroviaires. Sur la zone concernée, atteignant le Rheinbrücke Worms (un pont ferroviaire), 320 t de bombes explosives était largués.
Les bombardements ont détruit largement ou largement endommagé les installations ferroviaires : tous les rails et les postes d'aiguillages, l'atelier ferroviaire de réparation, les gares de marchandises et de personnes, etc. Au moins 141 personnes étaient morts dans les maisons détruites à Worms-Neuhausen et au nord-ouest du centre-ville; la récupération des morts a duré 10 semaines.

### Suites
Fin mars 1945, 25 000 habitations à Worms étaient détruites  et environ 15 000 habitants étaient sans abris. Le nombre total des morts de toutes les attaques est taxé à 700. Une indication précise n'est pas possible, en particulier pour la dernière attaque du 18 mars 1945, les chiffres sont nettement divergentes à cause de l'occupation par les troupes américaines immédiatement suivante.
De nombreux bâtiments historiques ont été détruits ou gravement endommagés, y compris l'église de la Trinité, de la Wormser Dom, l'église saint-Paul, l'église saint-martin, la Magnuskirche, l'Andreasstift, la Friedrichskirche, la Rashi Maison et le Heylshof.
La reconstruction des bâtiments résidentiels et commerciaux s'effectuait largement dans un style moderne. Les édifices publics et religieux ont été reconstruites, quelques-unes en formes réduites et modernisées à l'intérieur.

## Littérature
- Tassilo Amesmaier, Die Verwüstung von Worms im Nachtangriff der Royal Air Force vom 21. Februar 1945., Édition: Rheinhessischen Druckwerkstätte, Alzey 2005,  (ISBN 3-87854-195-3)
- Jörg Koch, Als Worms unterging. 21. Februar 1945., Wartberg, Gudensberg-Gleichen 2004,  (ISBN 3-8313-1481-0).
- Heinz Leiwig, Flieger über Rheinhessen. Der Luftkrieg 1939 bis 1945., 2e édition, Verlag der Rheinhessischen Druckwerkstätte, Alzey 2006,  (ISBN 978-3-87854-170-7).
- Fritz Reuter, Worms im Bombenkrieg und die Zerstörung der Stadt im Frühjahr 1945. Fakten, Zahlen, Berichte., dans: Der Wormsgau. volume 14, 1986, p. 61–88.